# Fylkesväg 65
Fylkesväg 65 (norska: Fylkesvei 65) är en primär fylkesväg i Trøndelag och Møre og Romsdal fylken i mellersta Norge som går mellan staden Orkanger i Orklands kommun i Trøndelag fylke och byn Betna i Heims kommun i Trøndelag fylke. Den passerar genom kommunerna Orkland, Rindal, Surnadal och Heim.
Vägen är 113,2 kilometer lång, varav 68,0 kilometer i Trøndelag fylke och 45,2 kilometer i Møre og Romsdal fylke. Den är asfalterad och passerar bland annat genom tätorterna Svorkmo, Storås, Rindal och Skei-Surnadalsøra.

## Anslutningar
Fylkesväg 65 ansluter till:
- Europaväg 39 (vid Orkanger)
- Fylkesväg 700 (vid Svorkmo)
- Fylkesväg 701 (vid Storås)
- Fylkesväg 670 (vid Skei)
- Europaväg 39 (vid Betna)